# Korčula (město)
Korčula (italsky Curzola) je město, přímořské letovisko a turisty často vyhledávaná lokalita v Chorvatsku v Dubrovnicko-neretvanské župě. Nachází se na severovýchodě stejnojmenného ostrova a po vesnicích Vela Luka a Blato je jeho třetím největším sídlem. V roce 2021 žilo ve městě samotném 2 659 obyvatel, v celé opčině pak 5 415 obyvatel.
Ke městu administrativně připadá 5 sídel: Čara (595 obyvatel), Korčula (2 659 obyvatel), Pupnat (381 obyvatel), Račišće (379 obyvatel) a Žrnovo (1 401 obyvatel). Dále zde patří vesničky Babina, Bačva, Brdo, Kampuš, Kneže, Medvinjak, Piske, Prvo Selo, Pupnatska Luka, Tri Žala, Vrbovica, Zavalatica a Žrnovska Banja.

## Dědictví
Opevněné staré město s ulicemi uspořádanými do vzoru rybí kostry (což umožňuje snadnou cirkulaci vzduchu, ale zároveň chrání před silnými větry) je vystaveno v těsné blízkosti útesů. Výstavba za hradbami byla zakázána až do 18. století, dřevěný padací most byl nahrazen až v roce 1863. Všechny rovné uličky jsou stupňovité (s výjimkou těch, jež vedou podél jihovýchodních hradeb – tzv. Ulic myšlenek (procházející lidé nemusejí dávat pozor na to, kam šlapou)). Ve městě se nachází několik historických památek: římskokatolickou katedrálu Svatého Marka (stavěna 1301 až 1806, františkánský klášter z 15. století, komory lidového sněmu, palác někdejších benátských guvernérů, paláce místních urozených kupců a masivní městské opevnění.
Oddaní katoličtí obyvatelé Korčuly udržují staré lidové slavnosti (včetně kostelních), například morešku – válečnou hru, ve středověku pořádanou v celém Středomoří.
Město je známé také svým nařízením z roku 1214, jímž jako první na světě zakázalo otroctví a postavilo ho mimo zákon.